# Болгарська окупація Сербії (Перша світова війна)
Болгарська окупація Сербії — назва на позначення подій Першої світової війни, коли внаслідок розгрому і окупації Сербії болгарська армія захопила всю Вардарську і частину Егейської Македонії. Окупація тривала з осені 1915 року до кінця вересня 1918 року.

## Історія

### Передісторія
Після Сан-Стефанського договору 1878 року болгарські можновладці прагнули до відновлення Великої Болгарії. Таким чином мішенню болгарського націоналізму стали Поморав'я та Македонія. Оволодіння Македонією Болгарія називала як ціну свого приєднання до союзницьких сил. Останні визнавали, що на те є слушні етнічні підстави, але пропозиції не були попередньо узгоджені з Сербією та Грецьким королівством, які рішуче виступили проти поступки за рахунок їхніх територій. Однак Центральні держави були готові поступитися тими сербськими і грецькими територіями, які хотіла Болгарія. Традиційними цілями Болгарії були населені болгарами райони Македонії, Добруджа та Європейська Туреччина, але 1915 року вона замахнулася на території, що лежали далеко поза її етнографічними межами. 6 вересня 1915 року, підписавши договір про таємний союз із Німеччиною, болгарський уряд приєднався до Центральних держав.

### Вторгнення в Сербію

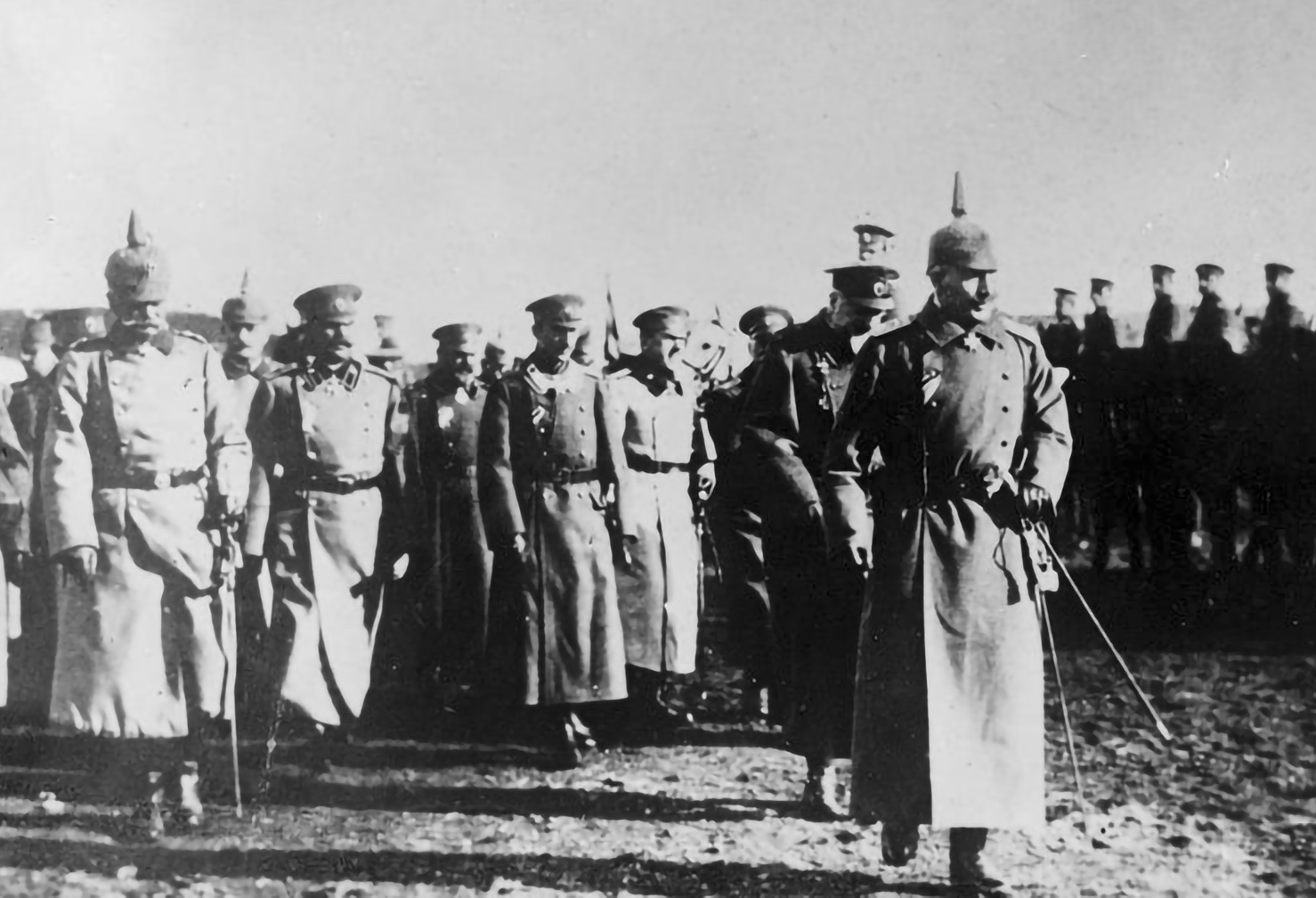
Вільгельм II, Фердинанд I і Август фон Макензен у Ніші (Королівство Сербія), 18 січня 1916 р.

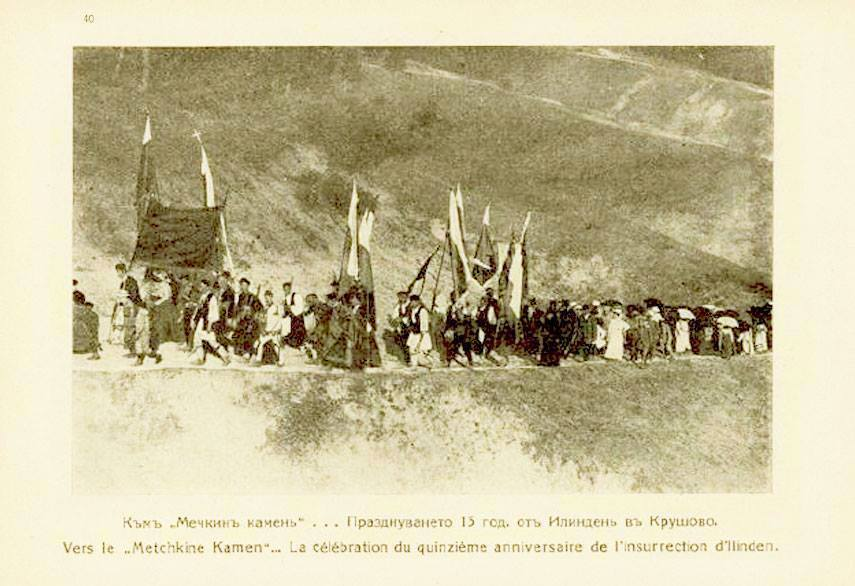
Хода, організована болгарським мером Крушево з нагоди річниці Ілінденського повстання 1918 року

6 жовтня 1915 року під загальним командуванням німецького генерала Августа фон Макензена Австро-Угорщина та Німеччина розпочали четверте з початку війни вторгнення в Сербію. У ніч проти 15 жовтня 1915 року болгарські війська перейшли в наступ на Сербію. Вступивши у війну на боці Центральних держав, Болгарія сподівалася швидко повернути територію, здобуту від Османської імперії під час Першої Балканської війни в 1912—1913 роках, а потім програну Сербії в ході Другої балканської війни. Натиск австро-угорської, болгарської та німецької армій на півночі та їх величезна перевага в чисельності й оснащенні присилували сербів відступити у північну і центральну Албанію. 28 листопада 1915 року група армій Макензена оголосила про завершення сербської кампанії, таким чином припинивши наступ.
Після шеститижневої кампанії Королівство Сербія виявилося майже повністю захопленим, а потім і розділеним між Габсбурзькою імперією та Болгарією. На початку 1916 р. його західні та північні області, а також частина Косова відійшли до Австро-Угорщини. На схід від Великої Морави, Південної Морави, Косова і долини Вардару було створено німецьку окупаційну зону. Німці взяли під контроль залізниці, шахти, лісове господарство та сільськогосподарські ресурси. Згідно з угодою від 6 вересня, Болгарія отримала всю Македонію та Східну і Південну Сербію від Дунаю до Косова на півдні. Новий кордон з Австро-Угорщиною простягнувся вздовж річки Південна Морава до села Сталач, а потім між Південною і Західною Моравами, гірською областю Скопська Чорногорія та горою Шар-Планина. Болгари розділили окуповані їхніми військами території на дві військові генеральні адміністрації.

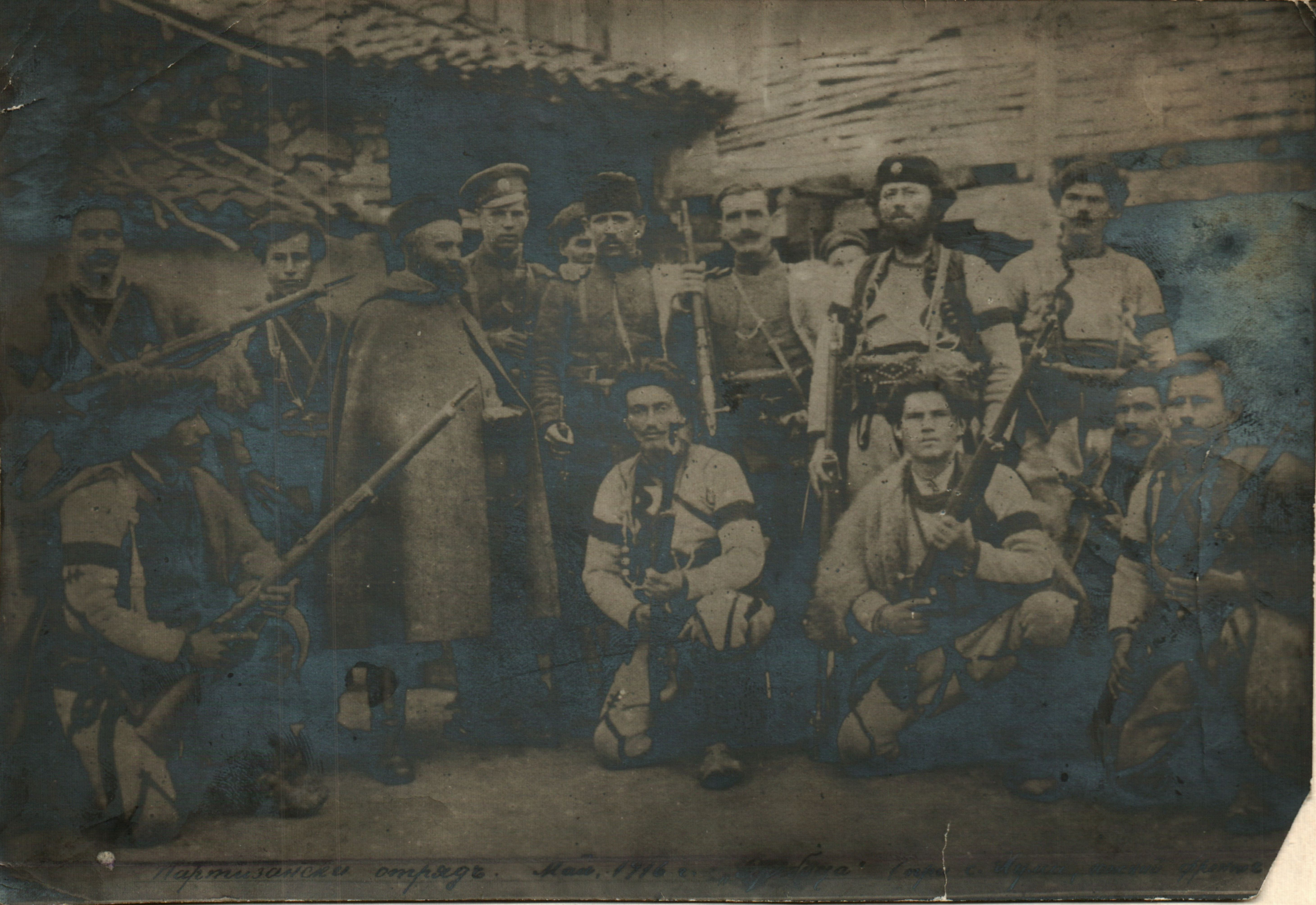
Воєнізоване формування Внутрішньої македонської революційної організації (ВМРО) у складі болгарської 11-ї македонської піхотної дивізії, 1916 р.

На додачу до дійової армії величезний внесок у боєздатність Болгарії зробили болгарські воєнізовані формування. Ці нерегулярні війська також значною мірою  додавали цій війні жорстокості. Сумнозвісна Внутрішня македонська революційна організація виступала в ролі жандармерії, доклавши рук до болгаризації краю.
Після 1917 року болгарський уряд почав використовувати воєнізовані групи для встановлення контролю над внутрішньою ситуацією як у Македонії, так і у Поморав'ї. Керівник болгарських окупаційних військ у Мораві Александар Протоґеров за допомогою нерегулярних формувань ВМРО придушив повстання в Топлицькому окрузі. Болгарські напіввійськові групи причетні до кількох воєнних злочинів, скоєних під час війни в болгарській частині окупованого Королівства Сербія.

### Топлицьке повстання
З жовтня 1916 по лютий 1917 року на зайнятих болгарами територіях південної та східної Сербії, зокрема в долині Південної Морави, на горі Копаоник і в Косові спалахнуло спонтанне сербське повстання. Це сталося після спроб болгарської армії примусово призвати до болгарського війська сербських чоловіків та розстріляти тих, хто цьому опирався. Схема була ідентичною тій, яку раніше використовувала сербська армія, яка в серпні 1914 року намагалася призвати понад 60 000 жителів Македонії на оборону сербської передової лінії від австро-угорського наступу.
Керівник австро-угорської військової адміністрації Сербії генерал Адольф барон фон Ремен наказав австро-угорським військам прийти на підмогу в болгарську зону, одночасно прохаючи від австрійського верховного командування підкріплення. У повстанську місцевість у рамках найбільшої в історії антипартизанської кампанії відрядили з завданням придушити повстання три армії чисельністю близько 30 000 чоловіків. Австро-угорські, німецькі та болгарські війська перекидалися з Салоніцького та Італійського фронту,, а в районі Митровиці на розшуки ватажків повстанців вислали албанських жандармів. 8 березня болгарська армія почала наступ за підтримки албанських загонів, артилерії та авіації. Австро-Угорщина розпочала наступ 12 березня 1917 року.
24 березня Австро-Угорщина розпорядилася вивести війська з болгарської зони, 25 березня свою операцію офіційно завершило болгарське командування. 28 березня Протоґеров оголосив амністію, обіцяючи замість страти інтернування. Жоден із видатних сербських партизанів і військових ватажків не здався, а натомість продовжував партизанські дії проти окупантів до кінця війни.
Повстання сербського населення згадується як єдине збройне повстання окупованого населення за всю Першу світову війну.

### Кінець окупації
15 вересня 1918 року французька й сербська гірська піхота успішно атакувала досі неприступні болгарські позиції на Добро-Полі. До них приєдналися грецькі та британські війська. Союзники прорвали болгарський фронт. Позбавлені підтримки Німеччини й Австрії болгари вдалися до втечі. Болгарський цар і уряд вирішили шукати перемир'я, капітулювавши 30 вересня першими з Центральних держав. Відповідно до умов перемир'я, болгарські війська мусили залишити всі окуповані грецькі та сербські території включно з Македонією.
Сербська армія повернулася 1918 року на спустошену війною та визиском землю. Крім загиблих 210 000 вояків її збройних сил, Сербія втратила ще й 300 000 цивільних громадян із 3,1 мільйона населення, а матеріальні збитки не підлягали обрахунку.
Після поразки Болгарії та повернення Македонії слов'янське населення цієї території оголосили сербським, а болгарські культурні, релігійні та освітні установи закрили. Внаслідок нав'язаного союзниками Неїського договору Болгарія була змушена відмовитися від усіх своїх завойованих земель, а її армію скоротили до 20 000 добровольців і позбавили значної частини оснащення. Чотири невеличкі райони (які болгари називають Західними окраїнами) передали Королівству сербів, хорватів і словенців, населення яких теж оголошувалося сербами. 
1941 року Болгарія як союзниця нацистської Німеччини повернулася на ці землі, щоб знову окупувати їх, вважаючи, що вони по праву належали їй.

### Міжнародна реакція на болгарські воєнні злочини

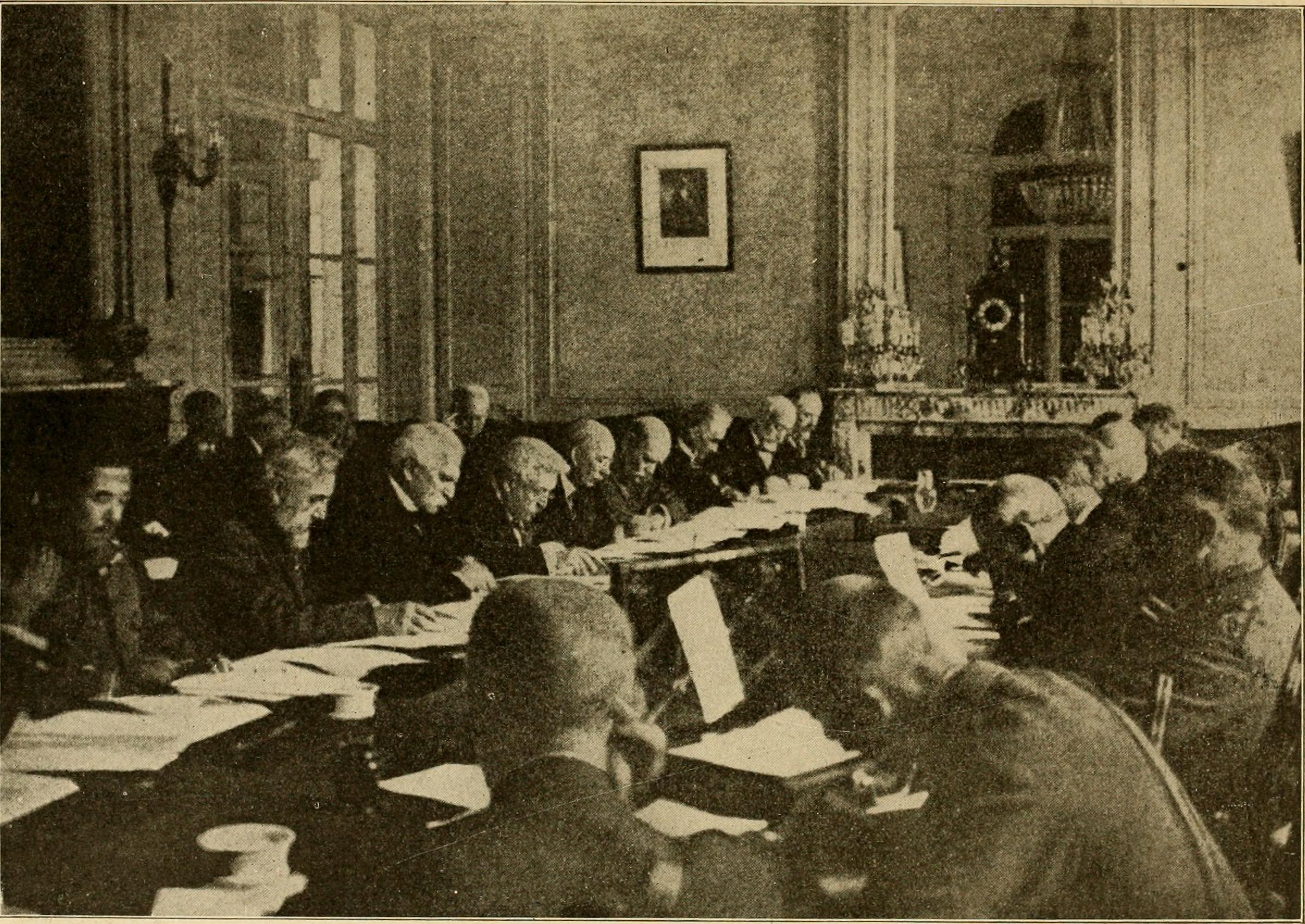
Паризька мирна конференція 1919

У звітах Міжсоюзницької комісії у Східній Македонії підсумовано порушення Гаазьких конвенцій: масові вбивства мирного населення, тортури, зґвалтування, інтернування, каральна економічна експропріація, реквізиції та різні податки, грабіж, примусова праця, руйнування, підпали та інші дії, спрямовані на «знищення сербської присутності на новоокупованих територіях».
|                                                   | Ми можемо стверджувати, що немає жодної статті Гаазької конвенції чи принципу міжнародного права, які б не порушили болгари. |
| — Звіт Міжсоюзницької комісії у Східній Македонії | |

На мирній конференції 1919 року було створено Комісію з питань відповідальності винних у війні та забезпечення виконання покарань (попередницю Комісії ООН з воєнних злочинів). Комісія розподілила воєнні злочини «проти законів війни та людяності» на тридцять два конкретні класи, включаючи: «різанину, зґвалтування, депортації та інтернування, тортури та навмисне голодування, примусову працю та систематичний тероризм».
|                                                   | Більшість комісії дійшла висновку, що війну 1914—1919 рр. Центральні держави та їхні союзники Туреччина і Болгарія вели варварськими та нелегітимними методами, з порушенням законів і звичаїв війни й елементарних принципів гуманності. |
| — Звіт Комісії про відповідальність авторів війни | |